# Marchwood
Marchwood – wieś w Anglii, w hrabstwie Hampshire, w dystrykcie New Forest. Leży 20 km na południe od miasta Winchester i 115 km na południowy zachód od Londynu. W 2001 miejscowość liczyła 5586 mieszkańców.